# Inauguratie van de president van de Verenigde Staten

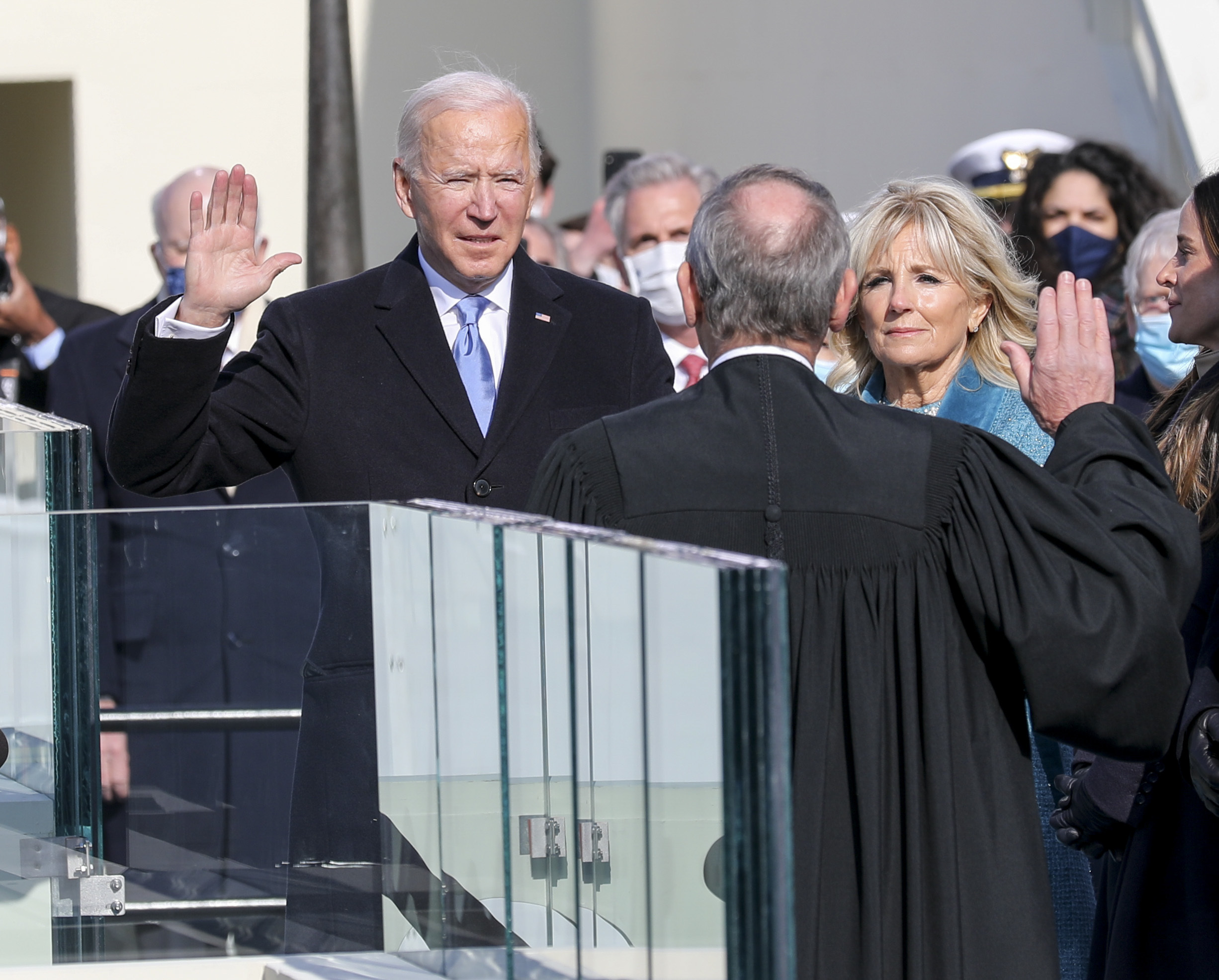
Inauguratie van Joe Biden, 20 januari 2021.

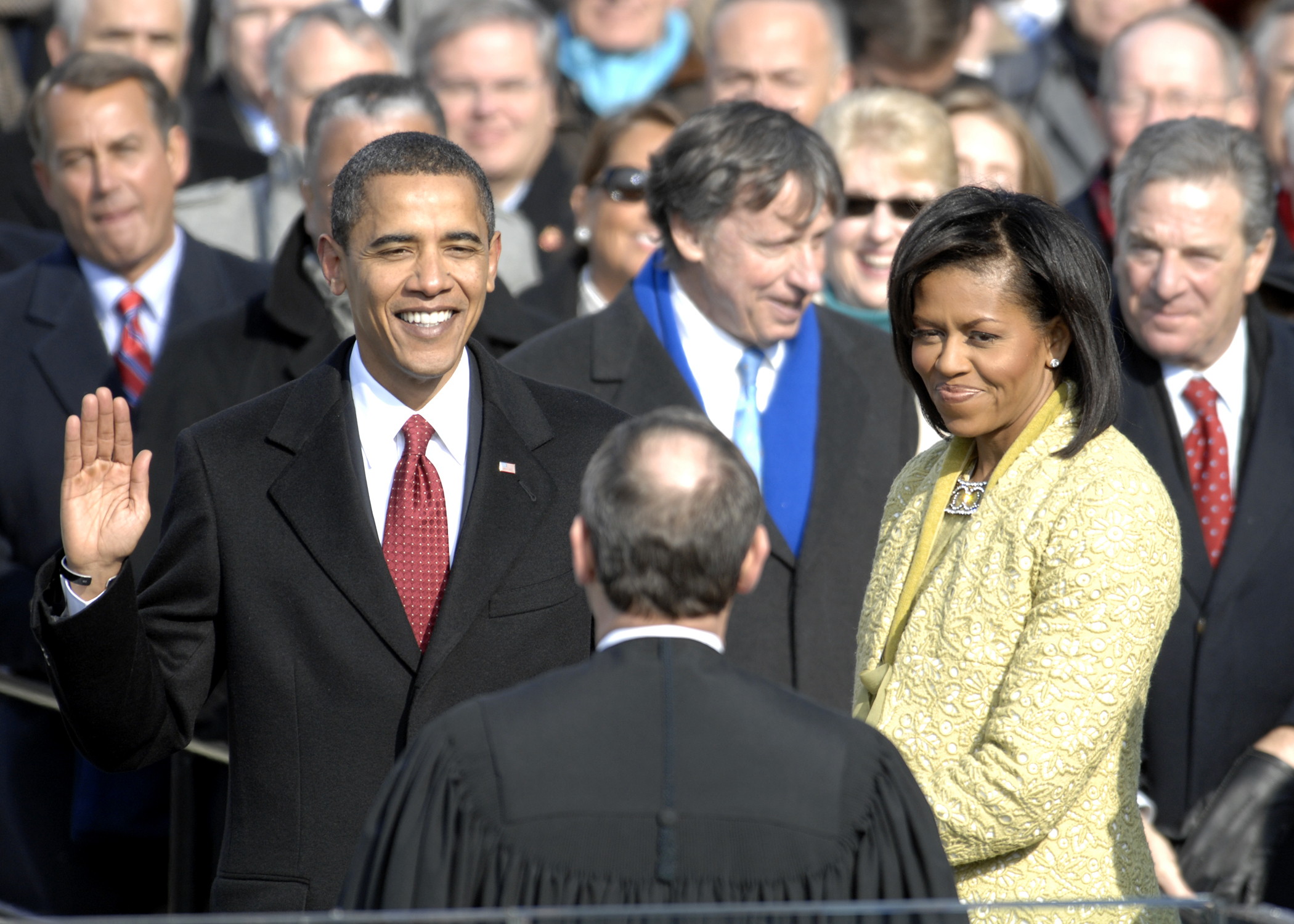
Eerste inauguratie van Barack Obama, 20 januari 2009.

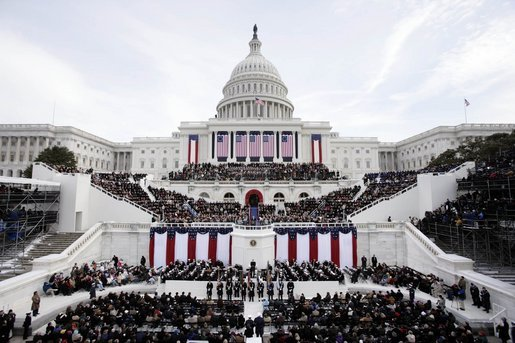
Tweede inauguratie van George W. Bush, 20 januari 2005.

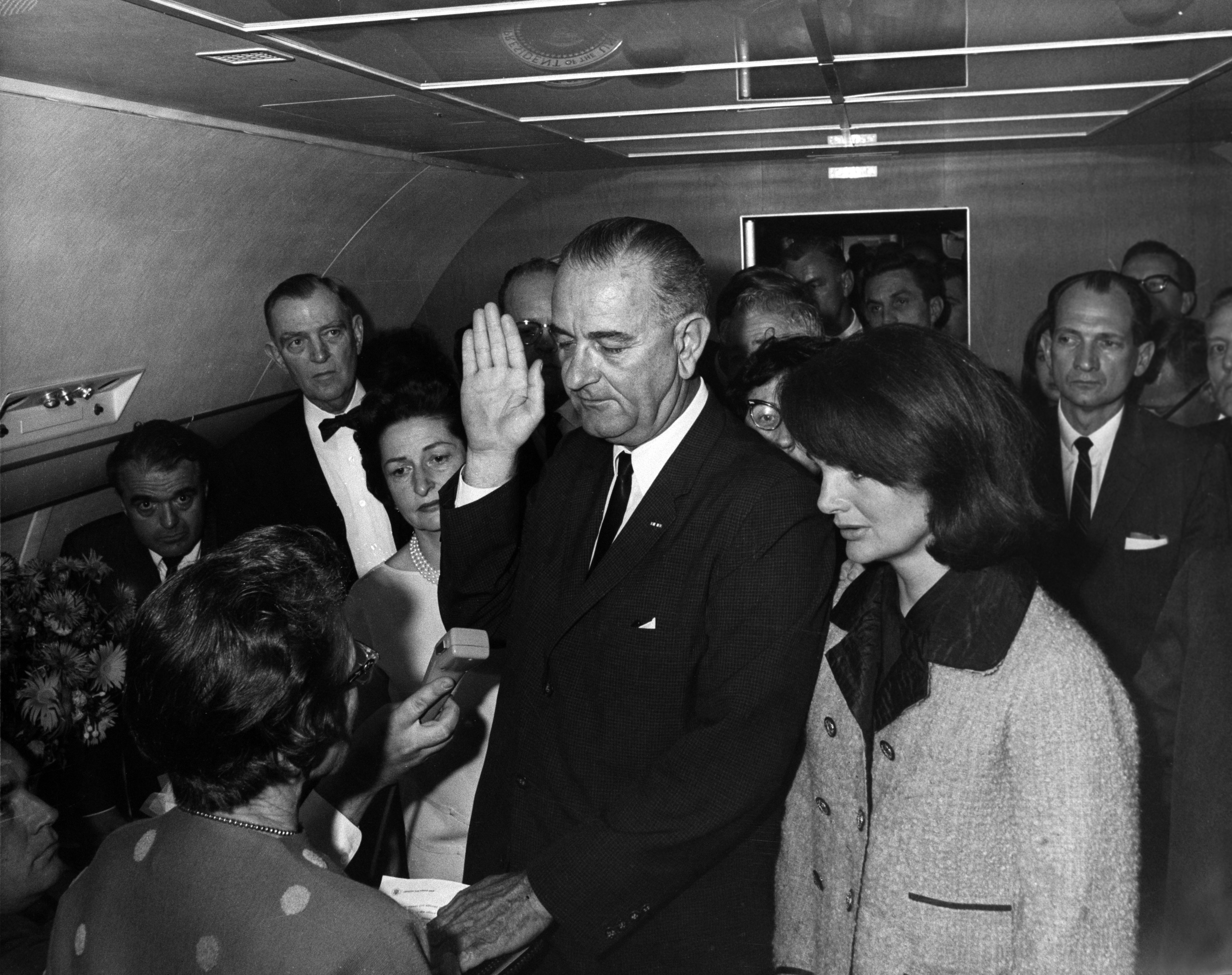
Eerste inauguratie van Lyndon B. Johnson aan boord van Air Force One kort na de moord op John F. Kennedy, 22 november 1963.

De inauguratie van de president van de Verenigde Staten is een ceremonie die het begin inluidt van een nieuwe vierjarige ambtstermijn van de president van de Verenigde Staten. 

## Geschiedenis
Sinds 1937 vindt de ceremonie plaats op 20 januari om 12u00 EST, op de eerste dag van de nieuwe ambtstermijn, met uitzondering van drie ambtstermijnen die op een zondag begonnen. In deze jaren vond de eedaflegging plaats in een private ceremonie en werd deze daags nadien, op maandag 21 januari, herhaald in een publieke ceremonie. 
Sinds de eerste inauguratie van Ronald Reagan in 1981 vindt de ceremonie plaats aan de westzijde van het Capitool in Washington D.C., met zicht op de National Mall, het Washington Monument en de Lincoln Memorial. Eerder vonden de inauguraties plaats op de trappen van het oostelijk portaal van het Capitool of in de oude Senaatszaal of de zaal van het Huis van Afgevaardigden. 
De laatste reguliere inauguratie die niet aan het Capitool plaatsvond was de vierde inauguratie van Franklin D. Roosevelt in 1945, die plaatsvond in het Witte Huis. De buitengewone inauguraties vonden onder meer plaats in privéwoningen of aan boord van een vliegtuig. 

## Ceremonie
De ceremonie vindt plaats bij iedere nieuwe termijn, ook al werd de zittende president herverkozen voor een tweede ambtstermijn. 
De recitatie van de presidentiële eed is de enige component van deze ceremonie die wordt voorgeschreven door de Grondwet van de Verenigde Staten (Artikel 2, eerste sectie, achtste clausule). Deze eed luidt als volgt:
I, [Naam], do solemnly swear (or affirm) that I will faithfully execute the Office of President of the United States, and will to the best of my Ability, preserve, protect and defend the Constitution of the United States.
De president voegt daar traditioneel de woorden so help me God aan toe.
Hoewel dat grondwettelijk niet vereist is, wordt deze eed meestal afgenomen door de opperrechter van de Verenigde Staten. Sinds 1789 vonden er 58 reguliere vierjaarlijkse presidentiële inauguraties plaats waarbij de eed werd afgenomen door 15 opperrechters, één gewone rechter in het Hooggerechtshof en één statelijke rechter uit New York. Daarnaast vonden er in de loop van een presidentiële termijn ook negen buitengewone inauguraties plaats waarbij de vicepresident van de Verenigde Staten tot president werd ingezworen na het overlijden of het aftreden van diens voorganger.

## Lijst van presidentiële inauguraties
| Nr. | Datum                        | Inauguratie                                                          | Locatie                                                 | Eed afgenomen door                                                             | Lengte toespraak             |
| --- | ---------------------------- | -------------------------------------------------------------------- | ------------------------------------------------------- | ------------------------------------------------------------------------------ | ---------------------------- |
| 1e  | 30 april 1789 (donderdag)    | Eerste inauguratie van George Washington                             | Voorzijde, Federal Hall New York, New York              | Robert Livingston, kanselier van New York                                      | 1431 woorden volledige tekst |
| 2e  | 4 maart 1793 (maandag)       | Tweede inauguratie van George Washington                             | Senaatszaal, Congress Hall Philadelphia, Pennsylvania   | William Cushing, rechter, Hooggerechtshof                                      | 135 woorden volledige tekst  |
| 3e  | 4 maart 1797 (zaterdag)      | Inauguratie van John Adams                                           | Huiszaal, Congress Hall                                 | Oliver Ellsworth, opperrechter van de Verenigde Staten                         | 2308 woorden volledige tekst |
| 4e  | 4 maart 1801 (woensdag)      | Eerste inauguratie van Thomas Jefferson                              | Oude Senaatszaal, Capitool Washington D.C.              | John Marshall, opperrechter                                                    | 1730 woorden volledige tekst |
| 5e  | 4 maart 1805 (maandag)       | Tweede inauguratie van Thomas Jefferson                              | Senaatszaal, Capitool                                   | John Marshall, opperrechter                                                    | 2166 woorden volledige tekst |
| 6r  | 4 maart 1809 (zaterdag)      | Eerste inauguratie van James Madison                                 | Huiszaal, Capitool                                      | John Marshall, opperrechter                                                    | 1177 woorden volledige tekst |
| 7e  | 4 maart 1813 (donderdag)     | Tweede inauguratie van James Madison                                 | Huiszaal, Capitool                                      | John Marshall, opperrechter                                                    | 1211 woorden volledige tekst |
| 8e  | 4 maart 1817 (dinsdag)       | Eerste inauguratie van James Monroe                                  | Trappen, Old Brick Capitol                              | John Marshall, opperrechter                                                    | 3375 woorden volledige tekst |
| 9e  | 5 maart 1821 (maandag)       | Tweede inauguratie van James Monroe                                  | Huiszaal, Capitool                                      | John Marshall, opperrechter                                                    | 4472 woorden volledige tekst |
| 10e | 4 maart 1825 (vrijdag)       | Inauguratie van John Quincy Adams                                    | Huiszaal, Capitool                                      | John Marshall, opperrechter                                                    | 2915 woorden volledige tekst |
| 11e | 4 maart 1829 (woensdag)      | Eerste inauguratie van Andrew Jackson                                | Oostelijke portiek, Capitool                            | John Marshall, opperrechter                                                    | 1128 woorden volledige tekst |
| 12e | 4 maart 1833 (maandag)       | Tweede inauguratie van Andrew Jackson                                | Huiszaal, Capitool                                      | John Marshall, opperrechter                                                    | 1176 woorden volledige tekst |
| 13e | 4 maart 1837 (zaterdag)      | Inauguratie van Martin Van Buren                                     | Oostelijke portiek, Capitool                            | Roger B. Taney, opperrechter                                                   | 3843 woorden volledige tekst |
| 14e | 4 maart 1841 (donderdag)     | Inauguratie van William Henry Harrison                               | Oostelijke portiek, Capitool                            | Roger B. Taney, opperrechter                                                   | 8460 woorden volledige tekst |
| —   | 6 april 1841 (dinsdag)       | Inauguratie van John Tyler (buitengewone inauguratie)                | Brown’s Indian Queen Hotel, Washington D.C.             | William Cranch rechter, Circuit Court van het District of Columbia             | —                            |
| 15e | 4 maart 1845 (dinsdag)       | Inauguratie van James K. Polk                                        | Oostelijke portiek, Capitool                            | Roger B. Taney, opperrechter                                                   | 4809 woorden volledige tekst |
| 16e | 5 maart 1849 (maandag)       | Inauguratie van Zachary Taylor                                       | Oostelijke portiek, Capitool                            | Roger B. Taney, opperrechter                                                   | 1090 woorden volledige tekst |
| —   | 10 juli 1850 (woensdag)      | Inauguratie van Millard Fillmore (buitengewone inauguratie)          | Huiszaal, Capitool                                      | William Cranch rechter, Circuit Court van het District of Columbia             | —                            |
| 17e | 4 maart 1853 (vrijdag)       | Inauguratie van Franklin Pierce                                      | Oostelijke portiek, Capitool                            | Roger B. Taney, opperrechter                                                   | 3336 woorden volledige tekst |
| 18e | 4 maart 1857 (woensdag)      | Inauguratie van James Buchanan                                       | Oostelijke portiek, Capitool                            | Roger B. Taney, opperrechter                                                   | 2831 woorden volledige tekst |
| 19e | 4 maart 1861 (maandag)       | Eerste inauguratie van Abraham Lincoln                               | Oostelijke portiek, Capitool                            | Roger B. Taney, opperrechter                                                   | 3637 woorden volledige tekst |
| 20e | 4 maart 1865 (zaterdag)      | Tweede inauguratie van Abraham Lincoln                               | Oostelijke portiek, Capitool                            | Salmon P. Chase, opperrechter                                                  | 700 woorden volledige tekst  |
| —   | 15 april 1865 (zaterdag)     | Inauguratie van Andrew Johnson (buitengewone inauguratie)            | Kirkwood House, Washington D.C.                         | Salmon P. Chase, opperrechter                                                  | —                            |
| 21e | 4 maart 1869 (donderdag)     | Eerste inauguratie van Ulysses S. Grant                              | Oostelijke portiek, Capitool                            | Salmon P. Chase, opperrechter                                                  | 1127 woorden volledige tekst |
| 22e | 4 maart 1873 (dinsdag)       | Tweede inauguratie van Ulysses S. Grant                              | Oostelijke portiek, Capitool                            | Salmon P. Chase opperrechter                                                   | 1339 woorden volledige tekst |
| 23e | 5 maart 1877 (maandag)       | Inauguratie van Rutherford B. Hayes                                  | Oostelijke portiek, Capitool                            | Morrison Waite, opperrechter                                                   | 2486 woorden volledige tekst |
| 24e | 4 maart 1881 (vrijdag)       | Inauguratie van James A. Garfield                                    | Oostelijke portiek, Capitool                            | Morrison Waite, opperrechter                                                   | 2979 woorden volledige tekst |
| —   | 20 september 1881 (dinsdag)  | Inauguratie van Chester A. Arthur (buitengewone inauguratie)         | Woning van Chester A. Arthur, New York, New York        | John R. Brady, rechter, Hooggerechtshof van New York                           | —                            |
| 25e | 4 maart 1885 (woensdag)      | Eerste inauguratie van Grover Cleveland                              | Oostelijke portiek, Capitool                            | Morrison Waite, opperrechter                                                   | 1686 woorden volledige tekst |
| 26e | 4 maart 1889 (maandag)       | Inauguratie van Benjamin Harrison                                    | Oostelijke portiek, Capitool                            | Melville Fuller, opperrechter                                                  | 4392 woorden volledige tekst |
| 27e | 4 maart 1893 (zaterdag)      | Tweede inauguratie van Grover Cleveland                              | Oostelijke portiek, Capitool                            | Melville Fuller, opperrechter                                                  | 2015 woorden volledige tekst |
| 28e | 4 maart 1897 (donderdag)     | Eerste inauguratie van William McKinley                              | Voorzijde Senaatsvleugel Capitool                       | Melville Fuller, opperrechter                                                  | 3968 woorden volledige tekst |
| 29e | 4 maart 1901 (maandag)       | Tweede inauguratie van William McKinley                              | Oostelijke portiek, Capitool                            | Melville Fuller, opperrechter                                                  | 2218 woorden volledige tekst |
| —   | 14 september 1901 (zaterdag) | Eerste inauguratie van Theodore Roosevelt (buitengewone inauguratie) | Woning van Ansley Wilcox, Buffalo                       | John R. Hazel, rechter, District Court van het westelijk district van New York | —                            |
| 30e | 4 maart 1905 (zaterdag)      | Tweede inauguratie van Theodore Roosevelt                            | Oostelijke portiek, Capitool                            | Melville Fuller, opperrechter                                                  | 984 woorden volledige tekst  |
| 31e | 4 maart 1909 (donderdag)     | Inauguratie van William Howard Taft                                  | Senaatszaal, Capitool                                   | Melville Fuller, opperrechter                                                  | 5434 woorden volledige tekst |
| 32e | 4 maart 1913 (dinsdag)       | Eerste inauguratie van Woodrow Wilson                                | Oostelijke portiek, Capitool                            | Edward D. White, opperrechter                                                  | 1704 woorden volledige tekst |
| 33e | 5 maart 1917 (maandag)       | Tweede inauguratie van Woodrow Wilson                                | Oostelijke portiek, Capitool                            | Edward D. White opperrechter                                                   | 1526 woorden volledige tekst |
| 34e | 4 maart 1921 (vrijdag)       | Inauguratie van Warren G. Harding                                    | Oostelijke portiek, Capitool                            | Edward D. White opperrechter                                                   | 3329 woorden volledige tekst |
| —   | 3 augustus 1923 (vrijdag)    | Eerste inauguratie van Calvin Coolidge (buitengewone inauguratie)    | Coolidge Homestead, Plymouth Notch, Vermont             | John Calvin Coolidge Sr. notaris en vrederechter                               | —                            |
| 35e | 4 maart 1925 (woensdag)      | Tweede inauguratie van Calvin Coolidge                               | Oostelijke portiek, Capitool                            | William H. Taft opperrechter                                                   | 4055 woorden volledige tekst |
| 36e | 4 maart 1929 (maandag)       | Inauguratie van Herbert Hoover                                       | Oostelijke portiek, Capitool                            | William H. Taft opperrechter                                                   | 3672 woorden volledige tekst |
| 37e | 4 maart 1933 (zaterdag)      | Eerste inauguratie van Franklin D. Roosevelt                         | Oostelijke portiek, Capitool                            | Charles E. Hughes opperrechter                                                 | 1880 woorden volledige tekst |
| 38e | 20 januari 1937 (woensdag)   | Tweede inauguratie van Franklin D. Roosevelt                         | Oostelijke portiek, Capitool                            | Charles E. Hughes opperrechter                                                 | 1800 woorden volledige tekst |
| 39e | 20 januari 1941 (maandag)    | Derde inauguratie van Franklin D. Roosevelt                          | Oostelijke portiek, Capitool                            | Charles E. Hughes opperrechter                                                 | 1359 woorden volledige tekst |
| 40e | 20 januari 1945 (zaterdag)   | Vierde inauguratie van Franklin D. Roosevelt                         | Zuidelijke portiek, Witte Huis                          | Harlan F. Stone opperrechter                                                   | 559 woorden volledige tekst  |
| —   | 12 april 1945 (donderdag)    | Eerste inauguratie van Harry S. Truman (buitengewone inauguratie)    | Cabinet Room, Witte Huis                                | Harlan F. Stone opperrechter                                                   | —                            |
| 41e | 20 januari 1949 (donderdag)  | Tweede inauguratie van Harry S. Truman                               | Oostelijke portiek, Capitool                            | Fred M. Vinson opperrechter                                                    | 2273 woorden volledige tekst |
| 42e | 20 januari 1953 (dinsdag)    | Eerste inauguratie van Dwight D. Eisenhower                          | Oostelijke portiek, Capitool                            | Fred M. Vinson opperrechter                                                    | 2459 woorden volledige tekst |
| 43e | 21 januari 1957 (maandag)    | Tweede inauguratie van Dwight D. Eisenhower                          | Oostelijke portiek, Capitool                            | Earl Warren opperrechter                                                       | 1658 woorden volledige tekst |
| 44e | 20 januari 1961 (vrijdag)    | Inauguratie van John F. Kennedy                                      | Oostelijke portiek, Capitool                            | Earl Warren opperrechter                                                       | 1366 woorden volledige tekst |
| —   | 22 november 1963 (vrijdag)   | Eerste inauguratie van Lyndon B. Johnson (buitengewone inauguratie)  | Air Force One, Dallas Love Field Airport, Dallas, Texas | Sarah T. Hughes rechter, District Court van het noordelijk district van Texas  | —                            |
| 45e | 20 januari 1965 (woensdag)   | Tweede inauguratie van Lyndon B. Johnson                             | Oostelijke portiek, Capitool                            | Earl Warren opperrechter                                                       | 1507 woorden volledige tekst |
| 46e | 20 januari 1969 (maandag)    | Eerste inauguratie van Richard Nixon                                 | Oostelijke portiek, Capitool                            | Earl Warren opperrechter                                                       | 2128 woorden volledige tekst |
| 47e | 20 januari 1973 (zaterdag)   | Tweede inauguratie van Richard Nixon                                 | Oostelijke portiek, Capitool                            | Warren E. Burger opperrechter                                                  | 1803 woorden volledige tekst |
| —   | 9 augustus 1974 (vrijdag)    | Inauguratie van Gerald Ford (buitengewone inauguratie)               | East Room, White House                                  | Warren E. Burger opperrechter                                                  | —                            |
| 48e | 20 januari 1977 (donderdag)  | Inauguratie van Jimmy Carter                                         | Oostelijke portiek, Capitool                            | Warren E. Burger opperrechter                                                  | 1229 woorden volledige tekst |
| 49e | 20 januari 1981 (dinsdag)    | Eerste inauguratie van Ronald Reagan                                 | Westzijde, Capitool                                     | Warren E. Burger opperrechter                                                  | 2427 woorden volledige tekst |
| 50e | 21 januari 1985 (maandag)    | Tweede inauguratie van Ronald Reagan                                 | Rotunda, Capitool                                       | Warren E. Burger opperrechter                                                  | 2561 woorden volledige tekst |
| 51e | 20 januari 1989 (vrijdag)    | Inauguratie van George H. W. Bush                                    | Westzijde, Capitool                                     | William Rehnquist opperrechter                                                 | 2320 woorden volledige tekst |
| 52e | 20 januari 1993 (woensdag)   | Eerste inauguratie van Bill Clinton                                  | Westzijde, Capitool                                     | William Rehnquist opperrechter                                                 | 1598 woorden volledige tekst |
| 53e | 20 januari 1997 (maandag)    | Tweede inauguratie van Bill Clinton                                  | Westzijde, Capitool                                     | William Rehnquist opperrechter                                                 | 2155 woorden volledige tekst |
| 54e | 20 januari 2001 (zaterdag)   | Eerste inauguratie van George W. Bush                                | Westzijde, Capitool                                     | William Rehnquist opperrechter                                                 | 1592 woorden volledige tekst |
| 55e | 20 januari 2005 (donderdag)  | Tweede inauguratie van George W. Bush                                | Westzijde, Capitool                                     | William Rehnquist opperrechter                                                 | 2071 woorden volledige tekst |
| 56e | 20 januari 2009 (dinsdag)    | Eerste inauguratie van Barack Obama                                  | Westzijde, Capitool                                     | John Roberts opperrechter                                                      | 2395 woorden volledige tekst |
| 57e | 21 januari 2013 (maandag)    | Tweede inauguratie van Barack Obama                                  | Westzijde, Capitool                                     | John Roberts opperrechter                                                      | 2096 woorden volledige tekst |
| 58e | 20 januari 2017 (vrijdag)    | Eerste inauguratie van Donald Trump                                  | Westzijde, Capitool                                     | John Roberts opperrechter                                                      | 1433 woorden volledige tekst |
| 59e | 20 januari 2021 (woensdag)   | Inauguratie van Joe Biden                                            | Westzijde, Capitool                                     | John Roberts opperrechter                                                      | 2514 woorden volledige tekst |
| 60e | 20 januari 2025 (maandag)    | Tweede inauguratie van Donald Trump                                  | Westzijde, Capitool                                     | John Roberts opperrechter                                                      | nnb                          |